# Gradius IV: Fukkatsu
 (mars 2020).
Si vous disposez d'ouvrages ou d'articles de référence ou si vous connaissez des sites web de qualité traitant du thème abordé ici, merci de compléter l'article en donnant les références utiles à sa vérifiabilité et en les liant à la section « Notes et références ».
Gradius IV: Fukkatsu (グラディウスIV ~ ~复活) est un jeu vidéo de type shoot them up développé et édité par Konami en 1998 sur borne d’arcade.
C'est le premier épisode de la série à incorporer des éléments 3D (si on excepte le spin-off Salamander 2).

## Rééditions
- 2000 dans la compilation Gradius III and IV sur PlayStation 2 ;
- 2006 dans Gradius Collection sur PlayStation Portable.